# Erste Moskauer Uhrenfabrik

Zwei Uhren aus der Ersten Moskauer Uhrenfabrik – links ein zeitgenössischer Armbandwecker (18 Steine), rechts eine Uhr aus den 1940er Jahren mit einem siebensteinigen Taschenuhrwerk

Die Erste Moskauer Uhrenfabrik (russisch Первый Московский Часовой Завод/ Perwyj Moskowski Tschassowoi Sawod) wurde 1930 als Erste Staatliche Uhrenfabrik (Первый Государственный Часовой Завод) gegründet und war damit die älteste Uhrenfabrik der Sowjetunion. Einer der Gründe für die Schaffung einer eigenen Uhrenproduktion war die Notwendigkeit, die Rote Armee mit genauen Uhren zu versorgen und dabei unabhängig von Importen zu sein.

## Geschichte
Die Produktion startete auf der Grundlage der in den USA aufgekauften Fabrik Dueber-Hampden Watch Co. und unter Mithilfe von einigen ehemaligen Mitarbeitern dieser Fabrik. Bereits vor dem Zweiten Weltkrieg wurde das Werk deutlich erweitert. Zusammen mit der 1931 gegründeten Zweiten Moskauer Uhrenfabrik und weiteren Neugründungen wurden 1940 bereits über 200.000 Armbanduhren und 600.000 Taschenuhren produziert. Erstreckte sich die Produktion anfänglich auf Taschenuhren und Armbanduhren, kamen später Borduhren für Flugzeuge und Kfz sowie Marinechronometer hinzu.
Am 20. Dezember 1935 erhielt die Fabrik zu Ehren des Revolutionärs Sergei Mironowitsch Kirow den Namenszusatz Kirow. Das Werk wurde immer weiter optimiert. Zusammen mit dem französischen Uhrenhersteller Lip (Frédéric Samuel Lipmann) sollte die Produktion erweitert werden. Es entstanden die Uhrwerke
- Kaliber Lip T18 = Sarja 2602 (Swjesda)
- Kaliber Lip R26 = Poljot 2602 (Pobjeda)
- Kaliber Lip R43 = Zim 4302

Mit Kriegsbeginn 1939 brach die Zusammenarbeit mit den Franzosen ab. Angesichts des Vorrückens der deutschen Wehrmacht auf Moskau und der nachfolgenden Schlacht wurden die Produktionsstätten im Dezember 1941 nach Slatoust und Tscheljabinsk ausgelagert. Nach Kriegsende kehrte das Unternehmen nach Moskau zurück und wurde in Erste Moskauer Uhrenfabrik umbenannt. In den Werken Slatoust und Tscheljabinsk wurde aber weiter produziert, woraus die Hersteller Agat und Molnia entstanden.

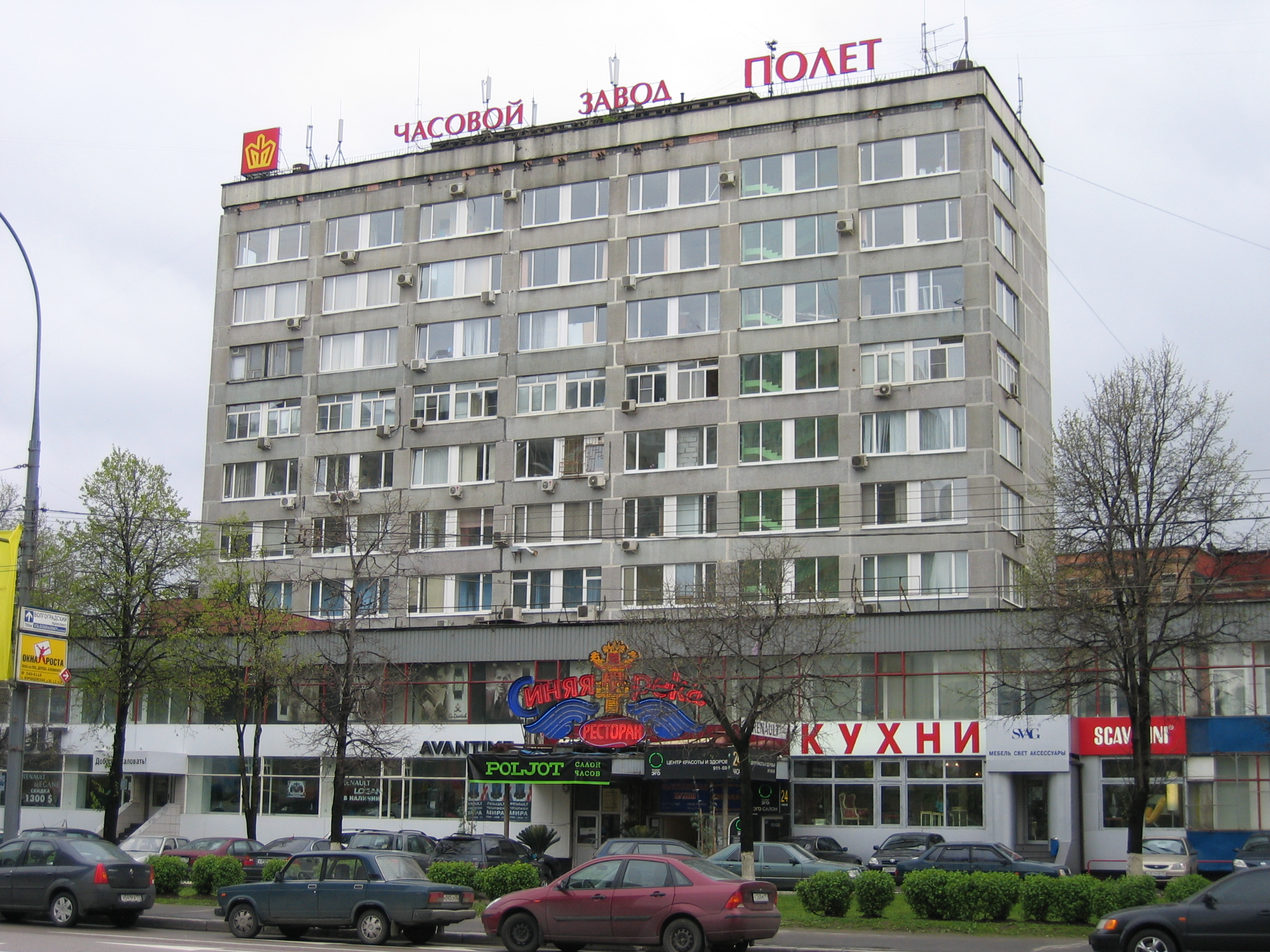
Das Werksgebäude der Ersten Moskauer Uhrenfabrik (2007)

Beim Wiederaufbau in Moskau wurde auf Reparationsleistungen aus der in der Sowjetischen Besatzungszone liegenden Uhrenfabrik Glashütte zurückgegriffen. In Glashütte wurden unter anderem die beiden Firmen „Uhren Rohwerkefabrik AG Glashütte“ und „Uhren Fabrik AG Glashütte“, die von 1941 bis 1945 mit der Kriegsproduktion des Tutima Fliegerchronographen der deutschen Wehrmacht – UROFA Kaliber 59 – befasst waren, komplett demontiert und nach Moskau verbracht. Zudem wurden 1946/47 in Glashütte alle Zeichnungen sowie die technologischen Unterlagen des bei den Firmen „Wempe“ in Hamburg und „A. Lange & Söhne Glashütte“ als Kriegsproduktion gefertigten Einheitschronometers in die russische Sprache übersetzt und als Reparationsleistung übergeben. Ferner wurden Fachleute für die spätere Fertigung in Moskau in der Firma „A. Lange & Söhne Glashütte“ ausgebildet. Von 1949 bis 1951 wurde mit diesem Maschinenpark und anfänglich auch noch mit Werkteilen aus Glashütte eine verbesserte Version des Fliegerchronographen Kaliber 59 gefertigt.
Uhren aus der Ersten Moskauer Uhrenfabrik gehörten zur Ausrüstung der Sowjetischen Militärflieger und der Kosmonauten. Im Jahr 1964 wurde zu Ehren des ersten Weltraumfluges das Werk in Poljot (russisch Полёт ‚Flug‘) umbenannt. Juri Gagarin benutzte während seines Raumfluges eine Sturmanskie (russisch Штурманские ‚Steuermann‘).
Nach dem Zusammenbruch der Sowjetunion wurde die Fabrik 1992 in eine Aktiengesellschaft umgewandelt.

## Marken
Bekannteste Marken sind Poljot, Pobeda und Sturmanskie, weitere Marken waren oder sind Wympel, Kirowskije, Sportiwnyje, Strela, Antarktida. Cornavin war eine Export-Marke, wahrscheinlich wurden unter dieser Marke auch Produkte der 2. Moskauer Uhrenfabrik verkauft. Einige Marken sind unter Sammlern begehrt, da sie nur über einen begrenzten Zeitraum oder nur für eine spezielle Klientel (z. B. Militärflieger) hergestellt wurden.